# Cady Lalanne
Pour les articles homonymes, voir Lalanne.
Cady Lalanne, né le 22 avril 1992 au Port-au-Prince, Haïti, est un joueur haïtien de basket-ball. Il évolue au poste de pivot.

## Carrière universitaire
Cady Lalanne est né à Haïti mais il déménage aux États-Unis à l'âge de 7 ans. Au lycée, il joue pour l'équipe de basket de Oak Ridge à Orlando en Floride.
En 2011, il rejoint l'université du Massachusetts où il joue durant quatre ans pour les Minutemen d'Umass. Durant cette période, il devient l'un des trois joueurs de l'histoire à avoir inscrit plus de 1 000 points, prit plus de 800 rebonds et réalisé plus de 100 blocks. Lors de son année senior, il est nommé dans la première équipe All-Atlantic 10 avec des moyennes par match de 11,6 points et 9,5 rebonds en 32 matches,.

## Carrière professionnelle
Cady Lalanne est drafté en 2015 en 55e position par les Spurs de San Antonio.
En juillet 2015, il participe à la NBA Summer League avec les Spurs. Le 30 octobre 2015, il est assigné en NBA Development League avec les Spurs d'Austin, l'équipe affiliée aux Spurs de San Antonio. Il fait ses débuts le 13 novembre 2015 face aux Legends du Texas en inscrivant 12 points, 4 rebonds, 1 passe décisive et 1 block en 27 minutes de jeu. En février 2016, il est sélectionné avec l'équipe de l'Ouest pour le NBA D-League All-Star game 2016 en remplacement d'Orlando Johnson. Il termine la saison 2015-2016 en ayant joué 29 matches pour des moyennes par match de 12,4 points, 7,4 rebonds, 1,2 blocks et 26,3 minutes.
Le 28 avril 2016, il s'engage avec les Capitanes de Arecibo dans le championnat portoricain qu'il remporte avec son équipe. Le lendemain, il joue son premier match face aux Santeros de Aguada, avec une défaite 70 à 76. Durant ce match, il inscrit 9 points, prend 9 rebonds et réalise 2 blocks en 14 minutes en sortie de banc.
En juillet 2016, il rejoint les Spurs pour participer à la NBA Summer League 2016. Le 10 octobre 2016, il s'engage dans le championnat chinois avec Zhejiang Golden Bulls. En mars 2017, il retourne avec les Capitanes de Arecibo.
Le 19 août 2017, il rejoint le championnat italien en s'engageant avec le NB Brindisi. Le 9 février 2018, il rejoint le championnat turc en signant avec Beşiktaş JK jusqu'à la fin de la saison 2017-2018 avec une année de plus en option.
Le 17 août 2018, il rejoint le championnat espagnol en s'engageant pour une saison avec Bàsquet Manresa. Le 3 juin 2019, il retourne à Porto Rico pour évoluer avec les Piratas de Quebradillas afin de renforcer l'équipe pour les phases éliminatoires du championnat.
Le 10 juin 2019, il rejoint le championnat sud-coréen et l'équipe des Changwon LG Sakers. Après une première saison avec des moyennes par match de 21,4 points et 10,9 rebonds, il signe à nouveau pour une nouvelle saison le 27 avril 2020. En janvier 2021, il est remplacé temporairement par Terrico White en raison d'une blessure à l'orteil. Le 19 janvier 2021, il est sélectionné pour participer au KBL All-Star Game.
En mars 2021, les Spurs de San Antonio donnent ses droits avec les Warriors de Golden State en échange de Marquese Chriss et de l'argent.
Le 4 juillet 2021, il reste en Corée du Sud en s'engageant avec Suwon KT Sonicboom.
En avril 2022, après avoir disputé 54 matches avec Suwon pour une moyenne par match de 17,2 points, 10,5 rebonds, 1,2 passes décisives et 1,6 contres, il s'engage pour le reste de la saison dans le championnat espagnol avec le CB Miraflores pour le reste de la saison 2021-2022.
En octobre 2022, il rejoint le Koweit SC dans le championnat du Koweït pour la fin de saison 2021-2022 et il aide le club à remporter la Coupe arabe des clubs champions pour la première fois de son histoire.

## Clubs successifs
- 2011-2015 :  Minutemen d'UMass (NCAA).

- 2015-2016 :  Spurs d'Austin (D-League)
- 2016 :  Capitanes de Arecibo (BSN)
- 2016-2017 :  Zhejiang Golden Bulls (CBA)
- 2017 :  Capitanes de Arecibo (BSN)
- 2017-2018 :  NB Brindisi (LBA Serie A)
- 2018 :  Beşiktaş JK (Süper Ligi)
- 2018-2019 :  Bàsquet Manresa (Liga Endesa)
- 2019 :  Piratas de Quebradillas (BSN)
- 2019-2021 :  Changwon LG Sakers (KBL)
- 2021-2022 : Suwon KT Sonicboom (KBL)
- 2022 :  CB Miraflores (Liga Endesa)
- 2022-2024 :  Koweit SC (Koweït)
- 2024-2025 :  Anyang Red Boosters (Corée du Sud)
- 2025 :  Club Sagesse (Liban)

## Statistiques

### Universitaires
Les statistiques en matchs universitaires de Cady Lalanne sont les suivants :
| Année     | Équipe | Matches | Titul. | Min./m. | %tir | %3pts | %l-f | rbds/m. | pass/m. | int/m. | ctr/m. | pts/m. |
| --------- | ------ | ------- | ------ | ------- | ---- | ----- | ---- | ------- | ------- | ------ | ------ | ------ |
| 2011-2012 | UMass  | 14      | 1      | 14,8    | 54,9 | 33,3  | 60,0 | 5,64    | 0,21    | 0,00   | 1,50   | 6,71   |
| 2012-2013 | UMass  | 32      | 14     | 22,1    | 55,4 | 11,1  | 71,9 | 7,38    | 0,25    | 0,41   | 1,38   | 8,41   |
| 2013-2014 | UMass  | 33      | 33     | 29,0    | 55,9 | 25,0  | 67,2 | 7,94    | 0,18    | 0,52   | 2,18   | 11,45  |
| 2014-2015 | UMass  | 32      | 32     | 29,0    | 55,0 | 16,7  | 63,6 | 9,47    | 0,31    | 0,59   | 1,91   | 11,56  |
| Total     |        | 111     | 80     | 25,2    | 55,4 | 21,3  | 66,6 | 7,93    | 0,24    | 0,44   | 1,78   | 10,01  |

## Palmarès
- 2015 : First-team All-Atlantic 10
- 2016 : Vainqueur du championnat portoricain avec les Capitanes de Arecibo
- 2022 : Vainqueur de la Coupe arabe des clubs champions de basket-ball avec le Koweit SC